# Kanakeravan
Kanakeravan (in armeno Քանաքեռավան?) è un comune dell'Armenia di 3 593 abitanti (2009) della provincia di Kotayk'.